# Юго-запад штата Пиауи (мезорегион)

Юго-запад штата Пиауи на карте.

Юго-запад штата Пиауи (порт. Mesorregião do Sudoeste Piauiense) — административно-статистический мезорегион в Бразилии, входящий в штат Пиауи. Население составляет 511 616 человек на 2010 год. Площадь — 127 999,748 км². Плотность населения — 4,00 чел./км².

## Демография
Согласно сведениям, собранным в ходе переписи 2010 г. Национальным институтом географии и статистики (IBGE), население мезорегиона составляет:
| Полное население                            | Полное население                            | Полное население                            | Полное население                            | 511 616 |
| ------------------------------------------- | ------------------------------------------- | ------------------------------------------- | ------------------------------------------- | ------- |
| в том числе:                                | Городское население                         | 299 542                                     | Процент городского населения, %             | 58,55   |
|                                             | Сельское население                          | 212 074                                     | Процент сельского населения, %              | 41,45   |
|                                             | Мужское население                           | 257 674                                     | Процент мужского населения, %               | 50,36   |
|                                             | Женское население                           | 253 942                                     | Процент женского населения, %               | 49,64   |
| Плотность населения, чел/км²                | Плотность населения, чел/км²                | Плотность населения, чел/км²                | Плотность населения, чел/км²                | 4,00    |
| Население мезорегиона в % к населению штата | Население мезорегиона в % к населению штата | Население мезорегиона в % к населению штата | Население мезорегиона в % к населению штата | 16,41   |

## Статистика
- Валовой внутренний продукт на 2003 год составляет 892 372 106,00 реалов (данные: Бразильский институт географии и статистики).
- Валовой внутренний продукт на душу населения на 2003 год составляет 1851,25 реалов (данные: Бразильский институт географии и статистики).

## Состав мезорегиона
В мезорегион входят шесть микрорегионов:
1. Алту-Медиу-Гургея
2. Алту-Парнаиба-Пиауиенси
3. Бертолиния
4. Сан-Раймунду-Нонату
5. Флориану
6. Шападас-ду-Эстрему-Сул-Пиауиенси